# Wavre
Wavre (em valão: Wåve, em neerlandês: Waver) é uma cidade e um município da Bélgica localizado no distrito de Nivelles, província de Brabante Valão, região da Valônia.